# Sanssat
Sanssat est une commune française, située dans le sud du département de l'Allier en région Auvergne-Rhône-Alpes.

## Géographie

### Localisation
Sanssat est un village rural de la Forterre. Il est situé à 3 km à l'ouest de Saint-Gérand-le-Puy et à 10 km au sud de Varennes-sur-Allier.
Jusqu'en mars 2015, Sanssat faisait partie du canton de Varennes-sur-Allier. À la suite du redécoupage des cantons du département, la commune est rattachée au canton de Saint-Pourçain-sur-Sioule.
Cinq communes sont limitrophes de Sanssat :
| Créchy | Langy       |                     |
|        | Sanssat     | Saint-Gérand-le-Puy |
| Billy  | Saint-Félix |                     |

### Hydrographie
La commune est traversée par le Redan.

### Climat
Pour des articles plus généraux, voir Climat d'Auvergne-Rhône-Alpes et Climat de l'Allier.
En 2010, le climat de la commune est de type climat océanique dégradé des plaines du Centre et du Nord, selon une étude du CNRS s'appuyant sur une série de données couvrant la période 1971-2000. En 2020, Météo-France publie une typologie des climats de la France métropolitaine dans laquelle la commune est dans une zone de transition entre le climat océanique altéré et le climat de montagne ou de marges de montagne et est dans la région climatique Centre et contreforts nord du Massif Central, caractérisée par un air sec en été et un bon ensoleillement.
Pour la période 1971-2000, la température annuelle moyenne est de 11,2 °C, avec une amplitude thermique annuelle de 16,5 °C. Le cumul annuel moyen de précipitations est de 792 mm, avec 10 jours de précipitations en janvier et 7,9 jours en juillet. Pour la période 1991-2020, la température moyenne annuelle observée sur la station météorologique de Météo-France la plus proche, sur la commune de Paray-sous-Briailles à 9 km à vol d'oiseau, est de 11,7 °C et le cumul annuel moyen de précipitations est de 744,7 mm,. Pour l'avenir, les paramètres climatiques de la commune estimés pour 2050 selon différents scénarios d'émission de gaz à effet de serre sont consultables sur un site dédié publié par Météo-France en novembre 2022.

## Urbanisme

### Typologie
Au 1er janvier 2024, Sanssat est catégorisée commune rurale à habitat dispersé, selon la nouvelle grille communale de densité à 7 niveaux définie par l'Insee en 2022.
Elle est située hors unité urbaine. Par ailleurs la commune fait partie de l'aire d'attraction de Vichy, dont elle est une commune de la couronne,. Cette aire, qui regroupe 50 communes, est catégorisée dans les aires de 50 000 à moins de 200 000 habitants,.

### Occupation des sols

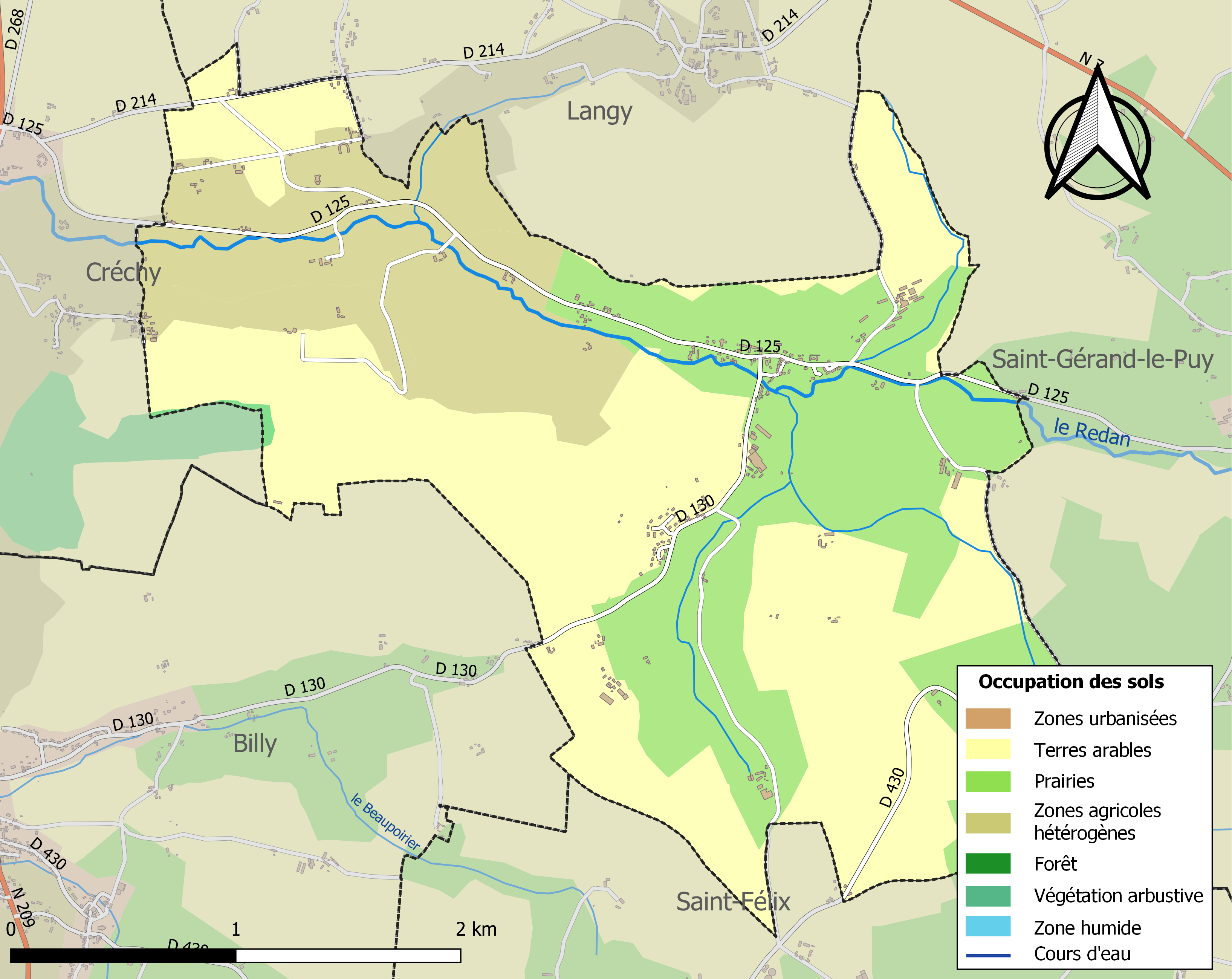
Carte des infrastructures et de l'occupation des sols de la commune en 2018 (CLC).

L'occupation des sols de la commune, telle qu'elle ressort de la base de données européenne d’occupation biophysique des sols Corine Land Cover (CLC), est marquée par l'importance des territoires agricoles (99,8 % en 2018), une proportion identique à celle de 1990 (99,8 %). La répartition détaillée en 2018 est la suivante : terres arables (47,7 %), prairies (31,8 %), zones agricoles hétérogènes (20,3 %), milieux à végétation arbustive et/ou herbacée (0,2 %).
L'IGN met par ailleurs à disposition un outil en ligne permettant de comparer l’évolution dans le temps de l’occupation des sols de la commune (ou de territoires à des échelles différentes). Plusieurs époques sont accessibles sous forme de cartes ou photos aériennes : la carte de Cassini (XVIIIe siècle), la carte d'état-major (1820-1866) et la période actuelle (1950 à aujourd'hui).

### Voies de communication et transports

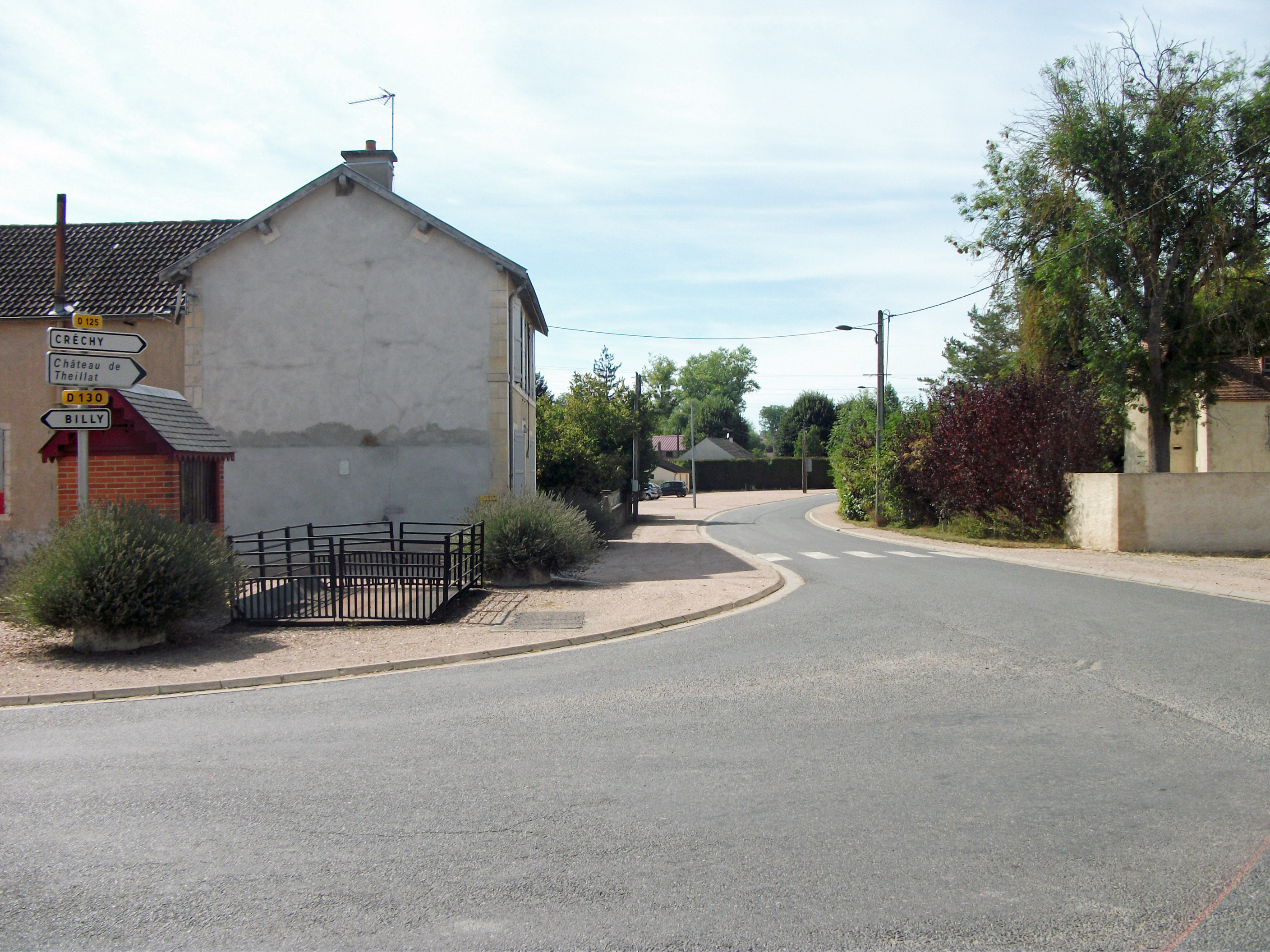
D 125 vers Créchy.

La commune est desservie par les routes départementales 125 reliant Créchy à Saint-Gérand-le-Puy et 130 depuis Billy.

## Politique et administration

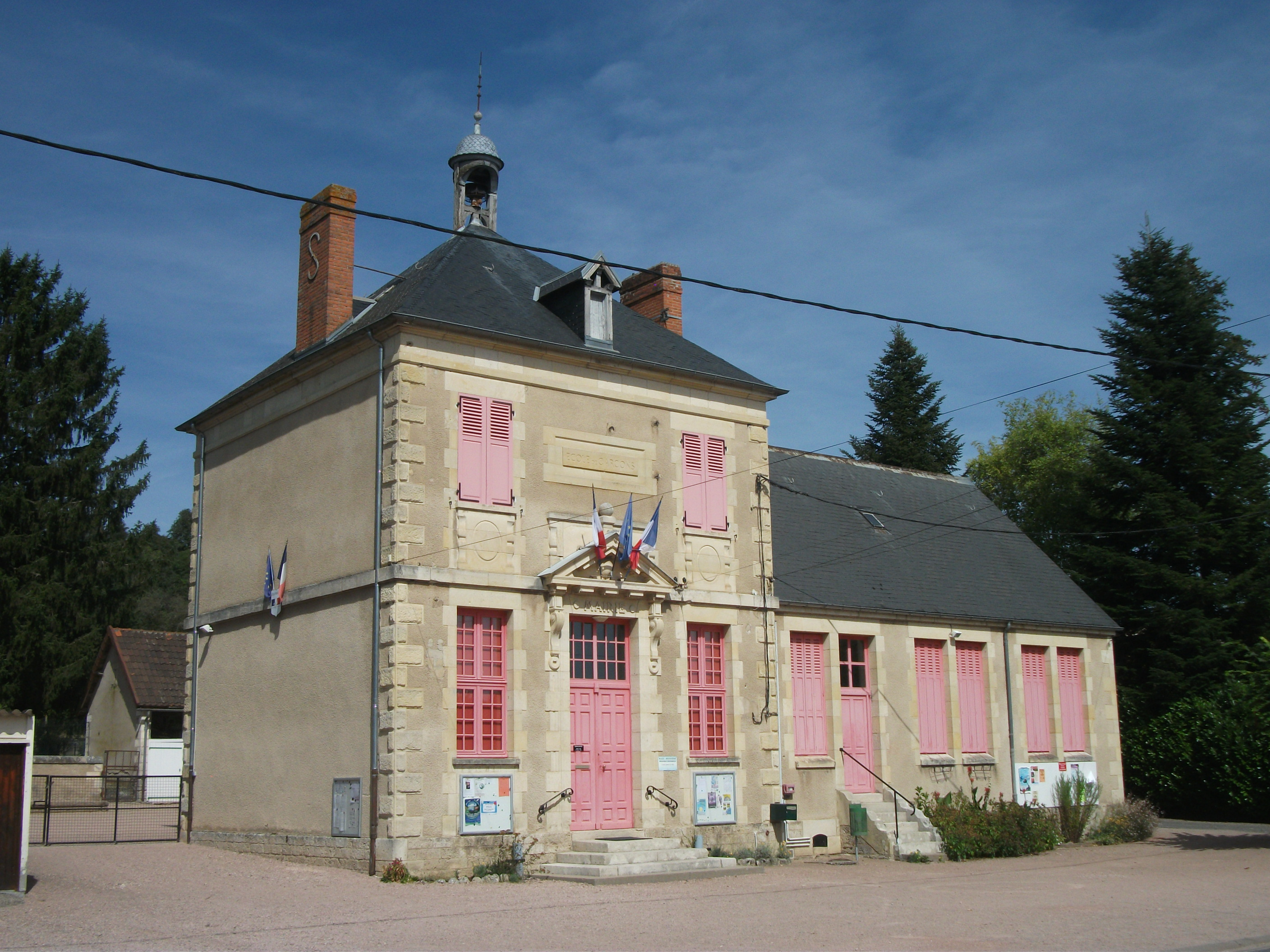
Mairie.

| Période                                  | Période                   | Identité            | Étiquette | Qualité |
| ---------------------------------------- | ------------------------- | ------------------- | --------- | ------- |
| Les données manquantes sont à compléter. |                           |                     |           |         |
| mars 2001                                | mars 2014                 | Catherine Prissette |           |         |
| mars 2014                                | En cours (au 5 juin 2020) | André Piessat       |           | Artisan |

## Équipements et services publics

### Enseignement
Sanssat dépend de l'académie de Clermont-Ferrand.
Les élèves commencent leur scolarité à l'école élémentaire publique de la commune. Ils la poursuivent au collège de Varennes-sur-Allier puis au lycée Blaise-de-Vigenère de Saint-Pourçain-sur-Sioule.

## Population et société

### Démographie
Les habitants de la commune sont appelés les Sanssatois et les Sanssatoises.
L'évolution du nombre d'habitants est connue à travers les recensements de la population effectués dans la commune depuis 1793. Pour les communes de moins de 10 000 habitants, une enquête de recensement portant sur toute la population est réalisée tous les cinq ans, les populations de référence des années intermédiaires étant quant à elles estimées par interpolation ou extrapolation. Pour la commune, le premier recensement exhaustif entrant dans le cadre du nouveau dispositif a été réalisé en 2005.

En 2022, la commune comptait 277 habitants, en évolution de +2,21 % par rapport à 2016 (Allier : −1,38 %, France hors Mayotte : +2,11 %).
| 1793 | 1800 | 1806 | 1821 | 1831 | 1836 | 1841 | 1846 | 1851 |
| ---- | ---- | ---- | ---- | ---- | ---- | ---- | ---- | ---- |
| 368  | 439  | 446  | 460  | 407  | 443  | 465  | 491  | 511  |

| 1856 | 1861 | 1866 | 1872 | 1876 | 1881 | 1886 | 1891 | 1896 |
| ---- | ---- | ---- | ---- | ---- | ---- | ---- | ---- | ---- |
| 491  | 486  | 445  | 511  | 528  | 523  | 497  | 510  | 518  |

| 1901 | 1906 | 1911 | 1921 | 1926 | 1931 | 1936 | 1946 | 1954 |
| ---- | ---- | ---- | ---- | ---- | ---- | ---- | ---- | ---- |
| 501  | 494  | 468  | 387  | 379  | 397  | 380  | 434  | 406  |

| 1962 | 1968 | 1975 | 1982 | 1990 | 1999 | 2005 | 2006 | 2010 |
| ---- | ---- | ---- | ---- | ---- | ---- | ---- | ---- | ---- |
| 313  | 328  | 309  | 280  | 287  | 277  | 285  | 282  | 253  |

| 2015 | 2020 | 2022 | - | - | - | - | - | - |
| ---- | ---- | ---- | - | - | - | - | - | - |
| 268  | 278  | 277  | - | - | - | - | - | - |

### Manifestations culturelles et festivités
- Chaque année, au mois de juin-juillet, est présentée une comédie musicale en version spectacle son et lumière.

## Culture locale et patrimoine

### Lieux et monuments
- Église Saint-Cyr-et-Sainte-Juliette du XIXe siècle.
- Presbytère construit par la famille Noailly.
- Plusieurs manoirs et châteaux sur le territoire de la commune.
- Souterrain-refuge des grottes de Richaud[24].

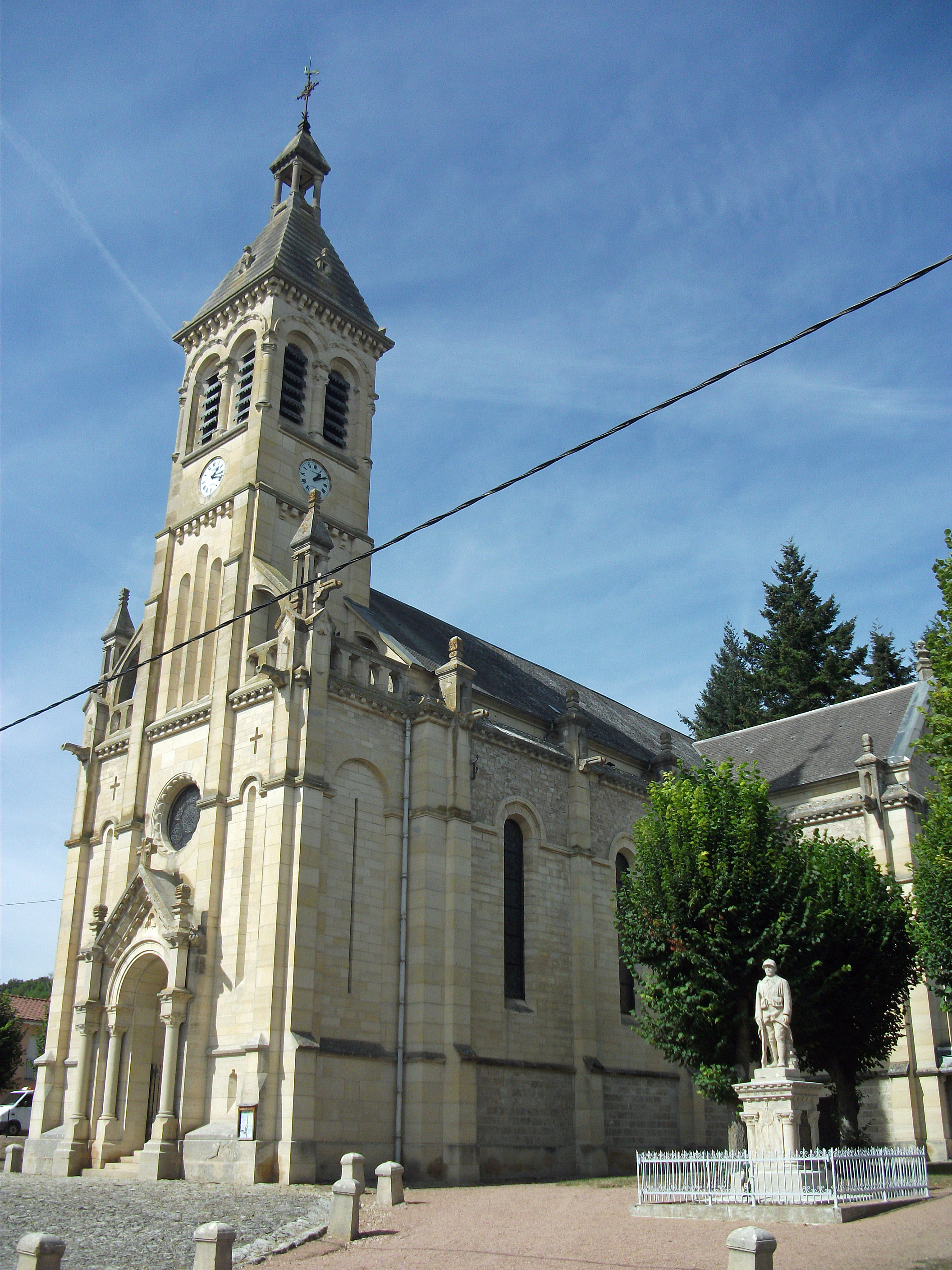
Église.
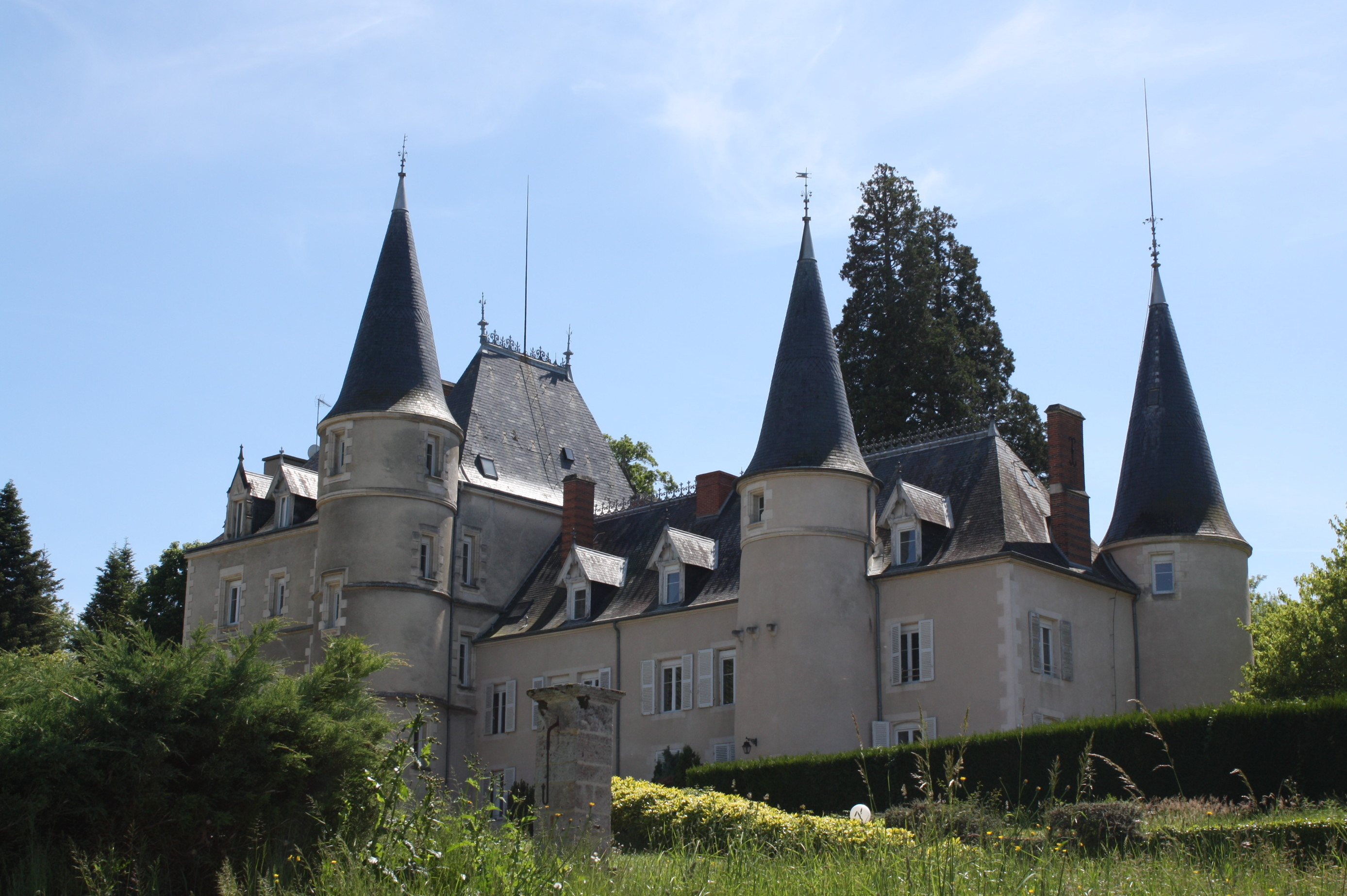
Château de Saint-Alyre (XVe – XVIe siècles).
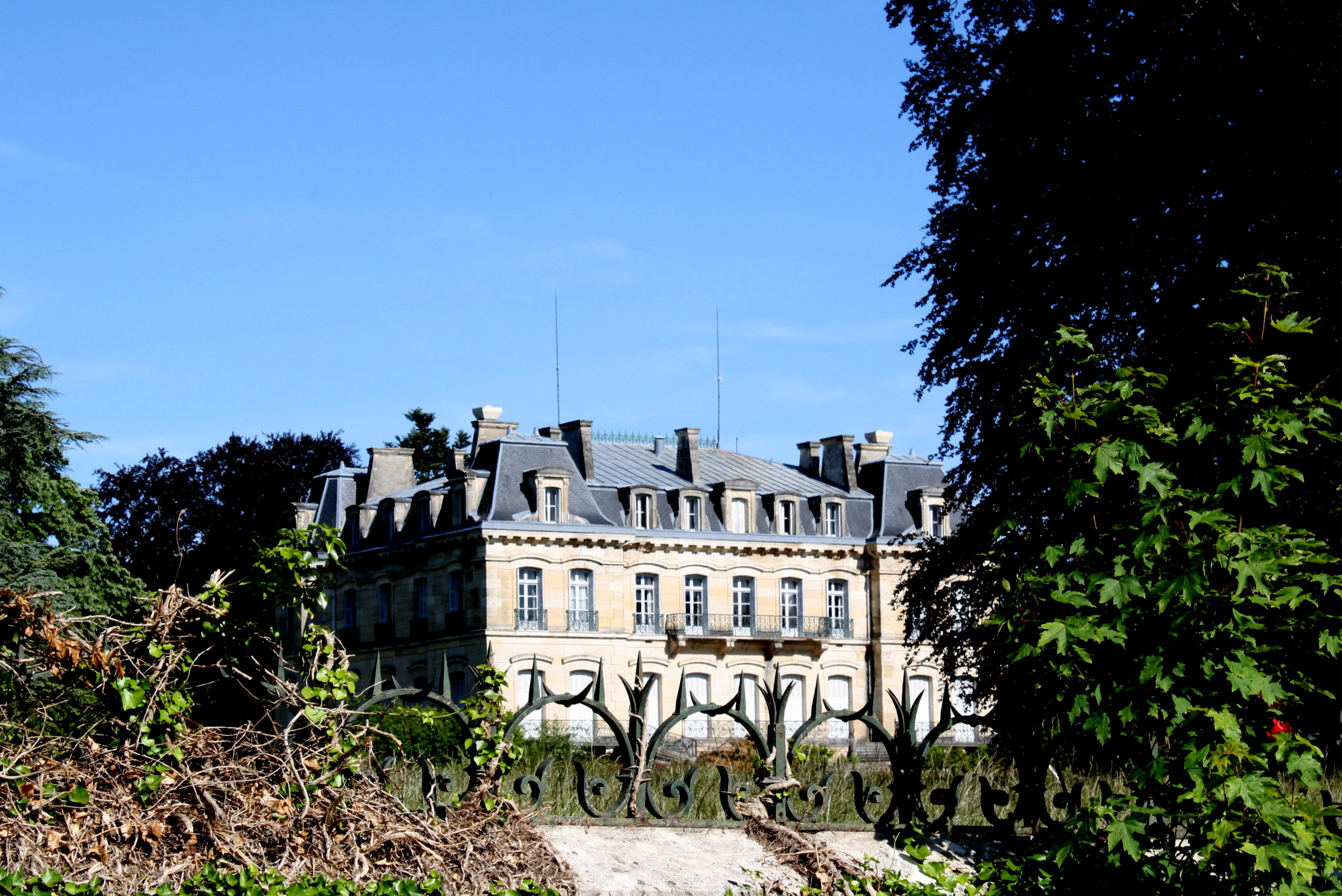
Château de Theillat (XIXe siècle).

### Personnalités liées à la commune
- Léon Chabrol, père du député de l'Allier Jean Chabrol, a participé aux fouilles dans le souterrain-refuge des grottes du Richaud, sur la commune de Sanssat[24].